# Grindcore
Grindcore là một thể loại âm nhạc hình thành vào đầu và giữa thập niên 1980. Nó lấy cảm hứng từ những thể loại nhạc gồm extreme metal (thrash metal và death metal), industrial, noise rock và các tiểu thể loại của hardcore punk, như crust punk. Grindcore có các đặc điểm như phần nhạc rất ồn, tiếng guitar biến âm nặng, guitars chỉnh down-tune, overdrive bass, nhịp độ nhanh, trống đánh blast beat, và phần giọng thường growl (gầm gừ) hay thét, rít. Các ban nhạc thời kỳ đầu như Napalm Death đã đặt nền móng cho phong cách này. Grindcore xuất hiện nhiều nhất ở Bắc Mỹ và châu Âu. Chủ đề liên quan từ chính trị, tới máu me và hài hước đen (black humor).
Một đặc điểm của grindcore là "microsong" (tiểu khúc). Nhiều ban nhạc viết bài hát chỉ dài vài giây. "You Suffer" (1987) của Napalm Death nắm giữ kỷ lục Guinness cho bài hát ngắn nhất từng thu âm.
Một số "tiểu thể loại" nổi lên, thường được gán cho những ban nhạc có vài nét khác biệt với grindcore thông thường, gồm goregrind (có chủ đề chính là máu) và pornogrind (có chủ đề khiêu dâm). Có một vài nhánh rất nhỏ như noisegrind (rất thô bạo và hỗn độn) và electrogrind (có các yếu tố nhạc điện tử).

## Đặc điểm
Grindcore phát triển như sự pha trộn giữa thrash metal và hardcore punk. Từ grind là thuật ngữ thrash của người Anh; nối với -core từ hardcore. Grindcore cũng dùng những nhạc cụ heavy metal bình thường: guitar điện, bass và trống. Tuy nhiên, grindcore biến đổi các cấu trúc thông thường trong metal và rock. Phong cách giọng "biến đổi từ giọng rít cao tới giọng gầm gừ yết hầu trầm và giọng sủa." Trong vài trường hợp, không có phần lời rõ ràng. Phần giọng có thể chỉ được dùng như một hiệu ứng âm thanh đơn thuần, ví dụ trong ban nhạc Naked City.
Một đặc điểm khác là "tiểu khúc", chỉ dài vài giây. Năm 2001, sách Kỷ lục Guinness từng công nhận "Collateral Damage" của Brutal Truth là "video âm nhạc ngắn nhất" (dài bốn giây). Năm 2007, video cho "You Suffer" của Napalm Death thay "Collateral Damage" được chọn làm "video âm nhạc ngắn nhất": 1,3 giây. Ngoài tiểu khúc, grindcore nói chung thường có bài hát ngắn; ví dụ, album Reek of Putrefaction (1988) của Carcass gồm 22 track với chiều dài trung bình mỗi bài hát là 1 phút 48 giây. Một album grindcore cũng đôi khi khá ngắn so với những thể loại nhạc khác, với danh sách bài hát dài nhưng chỉ có dung lượng từ 15 tới 20 phút.

### Chủ đề
Lời trong grindcore thường rất gây kích động. Một số nghệ sĩ grindcore viết về vấn đề chính trị, nói chung có xu hướng thiên về cánh tả giống gốc punk của thể loại. Ví dụ, các bài hát của Napalm Death liên quan đến chủ nghĩa vô chính phủ. Các chủ đề gồm chống phân biệt chủng tộc, chủ nghĩa nữ giới, chủ nghĩa chống quân phiệt, và chủ nghĩa chống tư bản. Các ban nhạc grindcore khác, như Cattle Decapitation và Carcass, bày tỏ sự căm ghét với hành vi con người, ví dụ sự ngược đãi động vật, bằng những hình ảnh máu me ghê rợn, nhiều thành viên của hai ban nhạc này là người ăn chay. Các nhạc phẩm của Carcass được cho căn nguyên của phong cách goregrind. Các ban nhạc nói về chủ đề tình dục, như Gut và the Meat Shits, đôi khi được gán cho pornogrind. Phần lời của Seth Putnam (Anal Cunt) chuyên về hài hước đen, trong khi The Locust thiên về châm biếm.

## Lịch sử

### Tiền thân
Các ban nhạc được thừa nhận rộng rãi là tiền thân của grindcore là Siege, một nhóm hardcore punk, và Repulsion, một ban death metal thời kỳ đầu. Siege, từ Weymouth, Massachusetts, ảnh hưởng bởi hardcore nước Mỹ (Minor Threat, Black Flag, Void) và các ban nhạc nước Anh như Discharge, Venom, và Motörhead. Mục tiêu của Siege là tốc độ: "Chúng tôi nghe những ban nhạc punk và hardcore nhanh nhất có thể tìm và nói, 'OK, chúng ta sẽ cân nhắc việc viết thứ gì đó còn nhanh hơn cả họ'", tay trống Robert Williams nhớ lại.
Repulsion, từ Flint, Michigan, liệt kê các nhóm street punk (Discharge và Charged GBH), crossover thrash (Dirty Rotten Imbeciles và Corrosion of Conformity), thrash metal (Slayer, Metallica, Sodom, và Venom), death metal (Possessed), hardcore punk (Black Flag), và hard rock, như nguồn cảm hứng. Repulsion được xem là đã phát minh ra kiểu blast beat kinh điển dùng trong grindcore (chơi ở 190 BPM). Shane Embury cho rằng Repulsion là nguồn gốc của các phát kiến sau này của Napalm Death. Kevin Sharp của Brutal Truth tuyên bố rằng "Horrified đã và luôn là cốt lõi (core) của grind; một sự kết hợp hoàn hảo giữa hardcore punk với metallic gore, tốc độ và tiếng biến âm."
Các ban nhạc khác của giới grindcore nước Anh, như Heresy và Unseen Terror, nhấn mạnh sự ảnh hưởng của hardcore punk nước Mỹ, gồm Septic Death, cũng như D-beat Thụy Điển. Post-punk, như Killing Joke và Joy Division, cũng là ảnh hưởng của Napalm Death thời đầu.

### Grindcore nước Anh

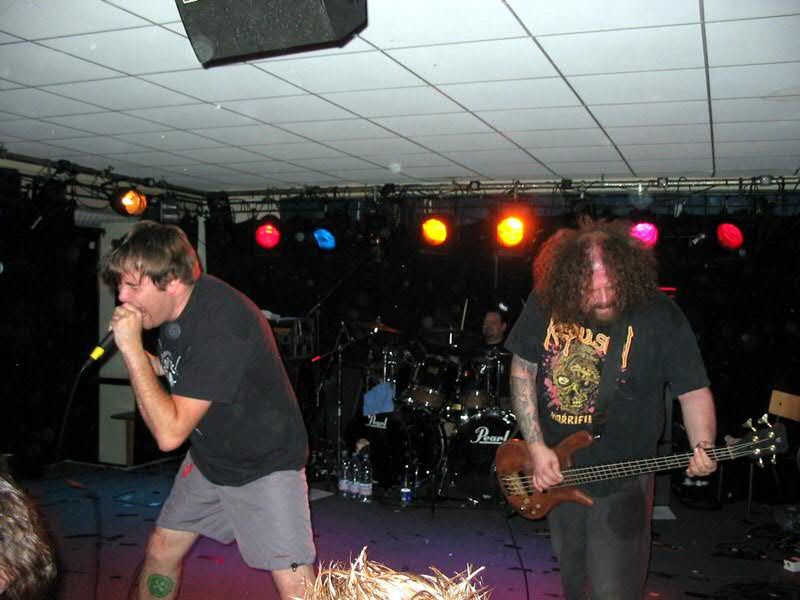
Napalm Death tại một buổi biểu diễn năm 2007.

Grindcore, như hiện nay, được phát triển vào giữa thập niên 1980 tại Vương quốc Anh bởi Napalm Death, một nhóm nổi lên từ giới anarcho-punk tại Birmingham, Anh. Dù các bản thu đầu tiên của họ khá tương tự Crass, họ ngày càng gắn chặt với crust punk. Nhóm lấy những yếu tố của thrashcore, post-punk, và power electronics. Napalm Death trải qua nhiều thay đổi nhân sự. Sự thay đổi phong cách lớn nhất là khi Mick Harris trở thành tay trống của ban nhạc. Nghiên cứu của Albert Mudrian cho rằng từ "grindcore" được đặt ra bởi Harris. Khi được hỏi về việc nghĩ ra thuật ngữ này, Harris nói:
Grindcore đến từ "grind", từ duy nhất tôi có thể dùng để miêu tả Swans sau khi mua album đầu tay của họ năm '84. Rồi với phong trào hardcore mới này bắt đầu thực sự bùng lên năm '85, Tôi nghĩ "grind" thực sự thích hợp vì tốc độ của nó nên tôi bắt đầu gọi nó là grindcore.— 

Các nguồn khác phủ nhận lời nói của Harris. Trong một bài viết của tạp chí Spin về thể loại, Steven Blush tuyên bố rằng "người thường được công nhận" đặt tên cho phong cách grindcore là Shane Embury, tay bass cho Napalm Death từ năm 1987. Embury chia sẻ:
Trong chừng mực mà tôi biết, chúng tôi đã thực sự rất thích Celtic Frost, Siege – một nhóm hardcore từ Boston – nhiều ban nhạc hardcore và death-metal, và một vài ban industrial-noise như Swans thời kỳ đầu. Do đó, chúng tôi tạo ra một mạn lưới của tất cả những thứ đó. Về cơ bản, nó là những thứ có vận tốc khoảng một trăm dặm một giờ.— 

Digby Pearson, người sáng lập Earache Records, đồng ý với Embury, nói rằng Napalm Death "đưa hardcore và metal qua một máy gia tốc." Pearson, tuy nhiên, nói rằng grindcore "không phải chỉ toàn về tốc độ trống, blast beat, vân vân." Ông phát biểu "nó thực sự được đặt ra để miêu tả guitar - nặng, downtune, lạnh lẽo, các đoạn riff guitar thô ráp đậm 'grind', đó thực sự là thứ mà thể loại này được mô tả, bởi những nhạc sĩ đã phát kiến [và] đề xướng ra nó."
Napalm Death ảnh hưởng lên các nhóm grindcore nước Anh khác trong thập niên 1980, gồm Extreme Noise Terror, Carcass và Sore Throat. Extreme Noise Terror, từ Ipswich, thành lập 1984. Với mục tiêu trở thành "ban nhạc hardcore punk extreme nhất mọi thời đại," Mick Harris gia nhập nhóm này năm 1987. Năm 1991, nhóm hợp tác với bộ đôi acid house The KLF, xuất hiện trên sân khấu với họ tại Brit Awards năm 1992. Carcass phát hành Reek of Putrefaction năm 1988, John Peel công khai rằng đây là album yêu thích nhất năm của ông dù thực sự album được sản xuất rất kém. Sore Throat, được ảnh hưởng bởi crust punk cũng như nhạc industrial. Vài thính giả, như Digby Pearson, cho rằng họ đơn giản chỉ là một trò đùa hoặc bản nhái (parody) của grindcore.
Trong hai thập niên tiếp theo, hai nghệ sĩ tiên phong của grindcore nhận được những thành công thương mại nhất định. Theo Nielsen Soundscan, Napalm Death bán được 367.654 bản thu từ tháng 5 năm 1991 đến tháng 10 năm 2003, còn Carcass bán 220.374 bản thu trong cùng thời kỳ. "Twist the Knife (Slowly)" của Napalm Death xuất hiện trên album nhạc phim Mortal Kombat đưa ban nhạc đến với nhiều khán giả hơn, vì album đạt Top 10 trên bảng xếp hạng Billboard 200 và được chứng nhận bạch kim trong vòng chưa tới một năm. Một vài nghệ sĩ đã trình bày ý kiến của mình về thể loại. Pete Hurley, tay guitar của Extreme Noise Terror, nói rằng anh không cảm thấy thích thú khi được nhớ đến như người tiên phong cho phong cách này: "'grindcore' là một thuật ngữ ngu ngốc và được đặt ra bởi những đứa nhóc hiếu động thái quá vùng Tây Midlands, và nó hoàn toàn không liên quan gì với chúng tôi. ENT đã, đang, và - tôi nghi ngờ - luôn là một ban nhạc hardcore punk... không phải grindcore, stenchcore, trampcore, hay bất kỳ một thể loại tiểu-tiểu-tiểu-core nào mà mọi người có thể nghĩ ra." Lee Dorian của Napalm Death trình bày rằng "Một cách đáng tiếc, khi một thứ xảy ra với grindcore, nếu bạn muốn gọi nó như thế, cũng xảy ra với punk rock - tất cả các ban nhạc đầu tiên tuyệt vời bị ăn cắp bởi cả tỉ ban nhạc khác chỉ sao chép y hệt một phong cách, làm nó chẳng còn tí mới mẻ nào nữa."

### Grindcore Bắc Mỹ

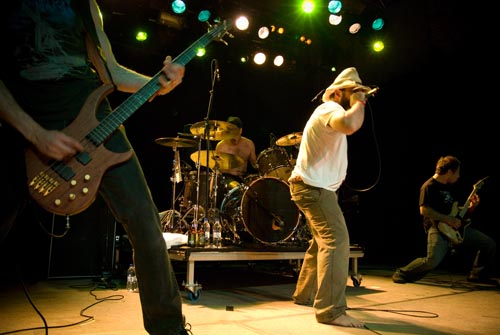
Brutal Truth, biểu diễn ở Hole In The Sky, Bergen Metal Fest năm 2008

Nhà báo Kevin Stewart-Panko kết thuận rằng grindcore nước Mỹ thập niên 1990 vay mượn từ ba nguồn có sẵn: grindcore nước Anh, các nghệ sĩ tiền thân nước Mỹ, và death metal. Vì hai album đầu của Napalm Death không phổ biến lắm tại đây, các nhóm nhạc nước Mỹ có xu hướng lấy cảm hứng từ những album sau đó, như Harmony Corruption. Các đoạn riff thường lấy từ crossover thrash hoặc thrash metal. Hai nghệ sĩ thời kỳ đầu của grindcore Mỹ là Terrorizer và Assück. Anal Cunt, một ban nhạc đặc biệt nghịch tai, cũng rất có ảnh hưởng. Phong cách của họ có thể được gọi là "noisecore" và "noisegrind", theo Giulio của Cripple Bastards đây là "khía cạnh chống âm nhạc và hư vô nhất của âm nhạc đương thời." Brutal Truth cũng là một ban nhạc đột phá của thập niên 1990.
Tuy nhiên, Kevin Sharp nói rằng họ được ảnh hưởng nhiều bởi thrash metal của Dark Angel hơn là các nhóm nhạc Anh. Discordance Axis có phong cách kỹ thuật hơn nhiều ban nhạc tiên phong, và có kiểu sản xuất hoa mỹ hơn. Scott Hull nổi bật lên trong giới grindcore đương thời, với sự tham gia trong Pig Destroyer và Agoraphobic Nosebleed. Frozen Corpse Stuffed with Dope của Agoraphobic Nosebleed được mô tả là "Paul's Boutique của grindcore" bởi nhà phê bình Phil Freeman của Village Voice. Pig Destroyer ảnh hưởng bởi thrash metal, như Dark Angel và Slayer, sludge metal của The Melvins, và tiền bối Brutal Truth, trong khi Agoraphobic Nosebleed chọn các ý tưởng của thrashcore và powerviolence, như D.R.I. và Crossed Out. Phong cách của Pig Destroyer, cùng với một ban nhạc khác là Cattle Decapitation, đôi khi được gọi là "deathgrind", vì sự hiện diện những yếu tố death metal.
The Locust, từ San Diego, cũng lấy cảm hứng từ powerviolence (Crossed Out, Dropdead), làn sóng screamo đầu tiên (Angel Hair), experimental rock (Art Bears, Renaldo and the Loaf), và death metal. The Locust có khi bị gọi là "hipster grind" vì cộng đồng fan của họ. Ở Los Angeles, Hole, một nhóm rock lấy các nét của grindcore, đặc biệt trên hai đĩa đơn "Dicknail" và "Teenage Whore", cũng như album đầu tay, Pretty on the Inside (1991), với lời bài hát bạo lực và khiêu khích tình dục, với tiếng biến âm và nhịp độ biến đổi. Trưởng nhóm Courtney Love phát biểu rằng cô muốn nắm bắt các đặc điểm của grindcore trong khi vẫn chơi nhạc với cấu trúc pop đầy giai điệu, ban nhạc rời bỏ phong cách này ở các album sau.
Các nhóm grindcore Bắc Mỹ khác đáng chú ý là Brujeria, Soilent Green, Cephalic Carnage, Impetigo, Fuck the Facts, và Circle of Dead Children.

### Grindcore châu Âu

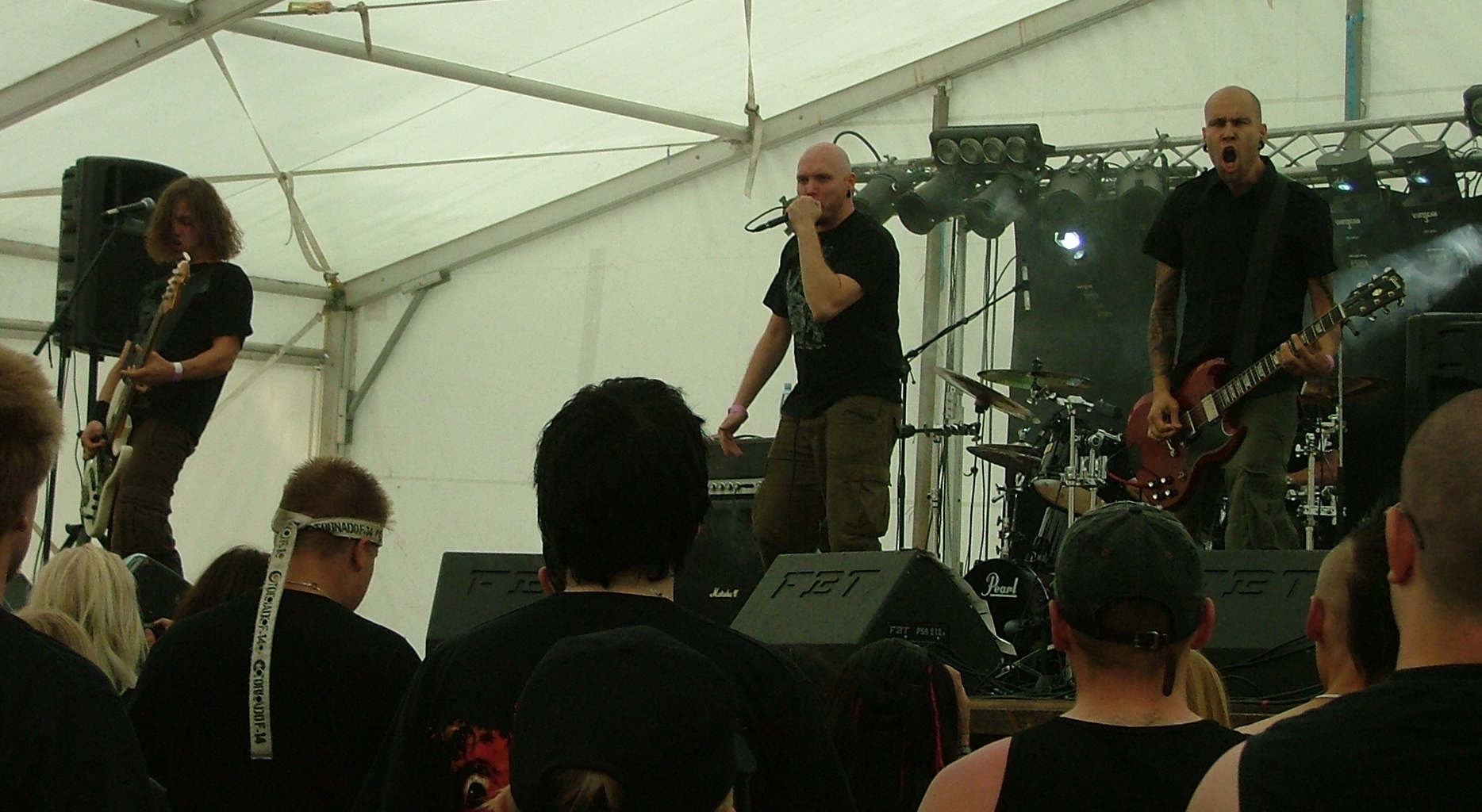
Nhóm grindcore Phần Lan, Rotten Sound biểu diễn ở Kuopio năm 2008.

Các nhóm châu Âu, ví dụ Agathocles, từ Bỉ, Patareni, của Croatia, và Fear of God, từ Thụy Sĩ, là những nghệ sĩ quan trọng tại ở khu vực này. Filthy Christians, người ký hợp đồng với Earache Records năm 1989, giới thiệu phong cách này đến Thụy Điển, Cripple Bastards thiết lập nền grindcore Ý. Giulio của Cripple Bastards nói rằng thể loại này được gọi là "death-thrashcore" vào thời đó ở châu Âu.
Nasum, xuất phát từ giới death metal Thụy Điển, trở thành một nhóm phổ biến, với đề tài chính trị từ góc nhìn cá nhân.
Các nhóm Thụy Điển khác, như General Surgery và Regurgitate, chuyên về goregrind. Inhume, từ Hà Lan, Rotten Sound, từ Phần Lan, và Leng Tch'e, từ Bỉ, là các nhóm chơi grindcore và death metal.

## Ảnh hưởng lên thể loại khác
Ban nhạc noise rock Nhật Bản Boredoms vay mượn những yếu tố của grind, nhóm cũng lưu diễn với Brutal Truth năm 1993. Ban nhạc Gore Beyond Necropsy từ Nhật Bản thành lập năm 1989, hợp tác với nghệ sĩ nhạc noise Merzbow. Naked City, dẫn đầu bởi nghệ sĩ saxophone John Zorn, biểu diễn một dạng nhạc jazz ảnh hưởng bởi grindcore. Zorn sau đó thành lập dự án Painkiller với nhà sản xuất ambient dub Bill Laswell chơi guitar bass, Mick Harris chơi trống, và hợp tác với Justin Broadrick trong vài tác phẩm. Thêm vào đó, grindcore là một ảnh hưởng lên phong trào powerviolence của hardcore punk nước Mỹ, và tác động lên vài nét của metalcore. Một số nghệ sĩ sáng tạo một dạng lai giữa grind và nhạc điện tử.

### Powerviolence
Powerviolence là một tiểu thể loại thô ráp và nghịch tai của hardcore punk. Phong cách này gần với thrashcore và tương tự grindcore. Powerviolence lấy cảm hứng từ Napalm Death và các ban nhạc grindcore thời kỳ đầu khác, nhưng lại loại bỏ các yếu tố của metal. Nó có tiền đề là nhóm hardcore punk Infest, kết hợp hardcore youth crew với âm nhạc của Lärm và Siege vào cuối thập niên 1980. Tiểu thể loại này được hình thành hoàn chỉnh vào đầu 1990, với những ban nhạc Man Is the Bastard, Crossed Out, No Comment, Capitalist Casualties, và Manpig.
Powerviolence tập trung vào tốc độ, sự ngắn gọn, các đoạn breakdown kỳ quái, và thay đổi nhịp độ liên tục. Các bài powerviolence, giống grindcore, cũng thường rất ngắn; một bài hát ngắn hơn 30 giây là bình thường. Một số nhóm, đặc biệt Man Is the Bastard, lấy ảnh hưởng từ sludge metal và nhạc noise. Về lời và chủ đề, powerviolence rất thô ráp. Man Is the Bastard và Dropdead được truyền cảm hứng từ anarcho-punk và crust punk, nhấn mạnh quyền động vật và chủ nghĩa chống quân phiệt. The Locust và Agoraphobic Nosebleed kết hợp powerviolence vào grindcore.

### Nhạc điện tử và industrial
Cùng với các ảnh hưởng khác, Napalm Death lấy các đặc điểm của nhạc nhạc industrial. Tay guitar cũ của Napalm Death, Justin Broadrick, tiếp tục sự nghiệp với ban nhạc industrial metal Godflesh. Mick Harris, trong dự án hậu Napalm Death, Scorn, thử nghiệm phong cách này. Scorn cũng viết nhạc industrial hip hop và dark ambient. Digital hardcore ban đầu được sinh ra như một con lai giữa hardcore punk và hardcore techno tại Đức. Agoraphobic Nosebleed và the Locust thu hút các nhà sản xuất digital hardcore và noise phối khí lại (remix) nhạc. James Plotkin, Dave Witte, và Speedranch tham gia dự án Phantomsmasher, một hỗn hợp grindcore và digital hardcore. Alec Empire hợp tác Justin Broadrick, trên album Curse of the Golden Vampire, và Gabe Serbian, của the Locust, khi biểu diễn tại Nhật Bản. Biểu tượng của Japanoise Merzbow cũng tham gia vào Empire/Serbian show.
Thế kỷ 21 chứng kiến sự phát triển của "electrogrind" (hay "cybergrind"), bởi The Berzerker, Body Hammer, Gigantic Brain và Genghis Tron với các nét vay mượn từ nhạc điện tử. Những nhóm này được xây dựng từ các tác phẩm của Agoraphobic Nosebleed, Enemy Soil và The Locust, cũng như industrial metal.

### Metalcore
Metalcore là một thể loại kết hợp extreme metal với hardcore punk. Như grindcore, metalcore sử dụng breakdown. Vài ban nhạc lấy nguồn cảm hứng từ grindcore. Ví dụ các nhóm mathcore (The Dillinger Escape Plan, Some Girls, và Daughters). Những nhóm này còn kết hợp post-hardcore vào âm nhạc. Ngoài metal, screamo thời đầu (Circle Takes the Square và Orchid), cũng liên quan đến grindcore.